# Olivier Müller
Olivier Müller  (* 14. Februar 1988 in Freiburg im Üechtland) ist ein Schweizer Unihockeyspieler, er ist Kapitän von Floorball Fribourg und seit Dezember 2020 temporär bei Nationalliga-A-Verein Floorball Köniz unter Vertrag.

## Karriere
Zwischen 2006 und 2007 spielte Müller beim Nationalliga-B-Vertreter Unihockey Sense Tafers, welcher sich später in Unihockey Fribourg umbenannte. Bis 2009 spielte Müller im Nachwuchs der Freiburger. Anschliessend spielte er mit Unihockey Fribourg bis zur Saison 2016/17 in der 1. Liga Grossfeld, der dritthöchsten Schweizer Unihockeyliga. Aufgrund einer starken Saisonleistung konnte er sich Floorball Fribourg für die Aufstiegsspiele der Nationalliga B qualifizieren. Mit einem 5:4-Sieg über Unihockey Mittelland konnte Floorball Fribourg am 8. April 2017 den Aufstieg in die Nationalliga B feiern. Nach dem Aufstieg benannte sich der Verein in Floorball Fribourg, für den er seither spielt.
Aufgrund des Saisonunterbruchs wegen der Corona-Pandemie wurde der Rechtsausleger von Floorball Köniz temporär verpflichtet. Müller soll unter anderem die dünn besetzte Rechtsausleger in der Offensive unterstützen. Sein Engagement bei Floorball Köniz bis auf den Zeitpunkt der Wiederaufnahme der Nationalliga-B-Meisterschaft beschränkt.